# Massif d'Irukurutzeta
Le massif d'Irukurutzeta se situe dans la province du Guipuscoa, dans les Montagnes basques.
Son sommet principal est Kurutzebakarra (902 m).

## Sommets
- Kurutzebakarra, 902 m 43° 10′ 34″ nord, 2° 22′ 24″ ouest
- Irimo, 901 m 43° 06′ 02″ nord, 2° 20′ 15″ ouest
- Irukurutzeta, 898 m 43° 10′ 35″ nord, 2° 22′ 03″ ouest
- Elosumendi, 885 m 43° 09′ 31″ nord, 2° 21′ 53″ ouest
- Trintxuleku, 869 m 43° 06′ 05″ nord, 2° 20′ 38″ ouest
- Agerreburu, 857 m 43° 09′ 07″ nord, 2° 21′ 43″ ouest
- Atxolin, 841 m 43° 10′ 57″ nord, 2° 23′ 09″ ouest
- Aizkonako Haitzak, 827 m 43° 10′ 10″ nord, 2° 22′ 36″ ouest
- Leiopago, 827 m 43° 09′ 57″ nord, 2° 21′ 41″ ouest
- Meaka, 825 m 43° 06′ 18″ nord, 2° 20′ 55″ ouest
- Pagomuneta, 769 m 43° 11′ 14″ nord, 2° 23′ 57″ ouest
- Akelarre, 763 m 43° 11′ 30″ nord, 2° 24′ 26″ ouest
- Kortazar, 756 m 43° 11′ 32″ nord, 2° 24′ 54″ ouest
- Itxumendi, 731 m 43° 07′ 40″ nord, 2° 22′ 26″ ouest
- Astobiaga, 717 m 43° 06′ 32″ nord, 2° 21′ 33″ ouest
- Pagola Gaina, 710 m 43° 07′ 58″ nord, 2° 23′ 20″ ouest
- Aingelu, 452 m 43° 07′ 33″ nord, 2° 24′ 10″ ouest
- Ugasarri, 418 m 43° 06′ 44″ nord, 2° 24′ 10″ ouest